# Thallomys
Thallomys är ett släkte av däggdjur som ingår i familjen råttdjur.

## Beskrivning
Individerna når en kroppslängd (huvud och bål) av 12 till 16 cm och en svanslängd av 13 till 21 cm. Vikten varierar mellan 63 och 100 gram. Den långa pälsen är antingen mjuk eller grov, beroende på art. Den har på ovansidan en gråbrun till gulbrun färg med en något mörkare rygg. Buken och extremiteterna är vita. Den långa svansen har vanligen en brun färg.
Dessa gnagare vistas i buskskogar och skogar, ofta med akacior som dominerande växter. Individerna bygger bon av olika växtdelar på förgreningar eller i hålor mellan rötter. De letar vanligen sent på kvällen efter föda som utgörs av akaciornas unga skott, blad och naturgummi. Dessutom äts frön, bär, rötter och några få insekter.
Thallomys bildar flockar som oftast består av ett eller två föräldrapar och deras ungar. Honor kan bara para sig under varma årstider. De har flera kullar per år med två till fem ungar per kull. Cirka en månad efter födelsen slutar honan med digivning. Med människans vård kan Thallomys leva 3,5 år.
Thallomys shortridgei som har ett mindre utbredningsområde i nordvästra Sydafrika klassificeras av IUCN med kunskapsbrist (DD). Alla andra arter listas som livskraftig (LC).

## Taxonomi och utbredning
Arterna är nära släkt med andra råttdjur från Afrika och släktet räknas därför av Wilson & Reeder (2005) till den så kallade Oenomys-gruppen inom underfamiljen Murinae.
Arter enligt Catalogue of Life, Wilson & Reeder (2005) och IUCN:
- Thallomys loringi, centrala Kenya till norra Tanzania.
- Thallomys nigricauda, från västra Angola över nästan hela Namibia och Botswana till norra Sydafrika.
- Thallomys paedulcus, från södra Etiopien och centrala Somalia till Angola och nordöstra Sydafrika.
- Thallomys shortridgei, nordvästra Sydafrika.